# 图兹雷潟湖国家自然公园
图兹雷潟湖国家自然公园（烏克蘭語：Національний природний парк «Тузловські лимани»）是位于乌克兰南部敖德萨州的一个保护区。2010年1月1日，時任烏克蘭總統維克多·尤先科颁布法令设立图兹雷潟湖国家自然公园。該公園境內有沙加尼湖、阿利別伊湖、布爾納斯湖。